# ウエスト・サイド・パーク
ウエスト・サイド・パーク（West Side Park）は、アメリカのイリノイ州シカゴにかつて存在した野球場である。

## 解説
1884年シーズン終了後、シカゴ・ホワイトストッキングス（現シカゴ・カブス）は新たな土地を取得し、3万ドルかけて6,000人収容の新球場を建設した。1885年6月6日、レイク・フロント・パークに代わるホワイトストッキングスの新本拠地として開場、ホワイトストッキングス（1890年から球団名をコルツに変更）は1890年までウエスト・サイド・パークを本拠地に使用し、その後サウス・サイド・パークへ移転した。
1893年5月14日、旧ウエスト・サイド・パークから数ブロック離れた場所に、3万ドルをかけて建設された新ウエスト・サイド・パークがオープンした。その年コルツは日曜日の試合は新ウエスト・サイド・パークで、その他の日の試合はレイク・フロント・パークで開催する方式をとった。翌1894年、コルツは新ウエスト・サイド・パークを正式に本拠地とした。

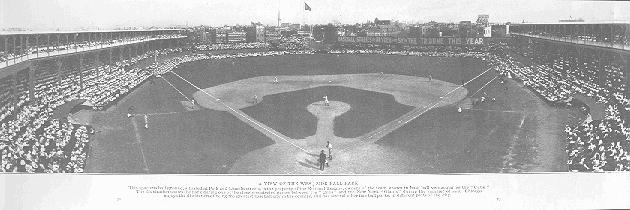
ウエスト・サイド・パーク（写真は1908年8月30日、カブス - ジャイアンツ戦）。左翼 - 340 ft （約103.6 m）、中堅 - 516 ft （約157.3 m）、右翼 - 316 ft （約96.3 m）

1894年8月5日、コルツとレッズの試合の7回に、ファンのタバコの火の不始末から火災が発生した。火は一塁側スタンドに燃え広がり、逃げようとするファンがフィールドとの境のネットに押し寄せた。カブスのジミー・ライアンやウォルト・ウィルモットら選手が素早くネットを破ったことでファンは逃げることが出来たが、40人以上のファンが怪我を負った。スタンドも一部が焼失したが、そこをロープで区切って立入禁止にし、翌日には試合が開催された。焼失した部分は後日2万ドルをかけて木で修繕された。
コルツは球団名を1898年からオーファンズ、1903年からはカブスに変更した。そして1906年から「黄金時代」と呼ぶにふさわしい躍進を遂げる。1906年は116勝36敗（勝率.763）という驚異的な成績でナショナルリーグを制覇。その年のワールドシリーズこそ同じシカゴに本拠地を置くホワイトソックスに2勝4敗で敗れ去ったものの、続く1907年からワールドシリーズ連覇を達成した。1910年を含め、ウエスト・サイド・パークは4回のワールドシリーズ開催地になったのだった。
1910年代に入ると、球場の老朽化が進んできた。シャイブ・パーク（フィラデルフィア・アスレチックス）、グリフィス・スタジアム（ワシントン・セネタース）、フォーブス・フィールド（ピッツバーグ・パイレーツ）、そして同じシカゴのホワイトソックスのコミスキー・パークなど、他球団は鉄筋コンクリート製の新球場に次々と移転していた。更に「第3のリーグ」フェデラル・リーグが創設され、新球団シカゴ・ホエールズが誕生すると、カブスは人気面でホワイトソックス、ホエールズの後塵を拝するようになった。
1915年限りでフェデラル・リーグが解散し、ホエールズが消滅すると、カブスはホエールズの本拠地だったウィーグマン・パーク（現リグレー・フィールド）へ移転した。ウエスト・サイド・パークはその後何年かアマチュア野球に使用され、1920年に取り壊された。跡地には現在イリノイ大学メディカルセンターが建っている。